# Herminio Pérez Abreu
Herminio Pérez Abreu (Palizada, Campeche, 2 de junio de 1879-junio de 1931) fue un periodista, diplomático y político mexicano.

## Trayectoria

### Familia, estudios, Revolución mexicana
Hijo de Manuela Abreu y Pascual Pérez; sus primeros estudios los cursó en Palizada y posteriormente los superiores en la ciudad de Campeche y en la de Mérida, siendo en esta última en donde mantuvo relaciones amistosas y políticas con José María Pino Suárez, determinándose así su participación en la propaganda de la candidatura de Madero por el sureste. Colaboró en la Ciudad de México con el gobierno revolucionario hasta el asesinato del presidente y del vicepresidente. Se incorporó como periodista en el movimiento encabezado por Venustiano Carranza; fue también representante ante el primer jefe de la Brigada Usumacinta que operaba en el estado de Tabasco a las órdenes del general Luis Felipe Domínguez.[cita requerida]

### Gobierno Constitucional
Establecido el gobierno constitucional, en octubre de 1914 Venustiano Carranza lo designó agente confidencial, recibiendo órdenes para visitar las delegaciones y consulados mexicanos en Guatemala, Costa Rica, Nicaragua, el Salvador y Honduras, en el entendido de que, los archivos y mobiliario, los pusiera bajo la custodia de personas de confianza; haciendo saber a los empleados, que estaban cesantes, en los cargos que desempeñaban. En mayo de 1915 se conoció la magnífica propaganda que había hecho sobre el constitucionalismo en aquellos países y que duró casi todo ese año.

### Partido Liberal Constitucionalista; senador y diputado
El 22 de marzo de 1916, Carranza lo designó inspector general de Consulados; posteriormente, director general de Consulados. A fines de 1916, fue secretario del Partido Liberal Constitucionalista. En 1917, fue nombrado senador por Campeche en funciones de propietario. Fue secretario de la Cámara de Senadores, y su gestión concluyó en 1918. A fines de 1920, resultó elegido diputado federal por Campeche.

### Presidente municipal de la capital de la República
En 1921, se desempeñó como presidente municipal de la capital de la República; en 1923, ocupó un cargo en la Secretaría de Hacienda para visitar los consulados.

### Fallecimiento
Falleció en junio de 1931, a los 51 años, en el extranjero, y sus restos se trasladaron a la Ciudad de México, en donde fue sepultado.[cita requerida]